# Abergement-le-Grand
Abergement-le-Grand è un comune francese di 69 abitanti situato nel dipartimento del Giura nella regione della Borgogna-Franca Contea.

## Società

### Evoluzione demografica
Abitanti censiti